# 球道號列車
球道（日语： Ohayō Tochigi */?）號列車是由東日本旅客鐵道（JR東日本）營運，行走於新宿站至黑磯站之間的臨時快速列車。列車途經山手線和東北本線（宇都宮線）。

## 概要
在1987年9月，快速「球道」錯誤地使用了快速「月光」（後來名為「月光越後」）的165系電動列車行走於新宿至黑磯之間。當時「球道」假日行走，並且全車為指定席。但是為了平衡東北新幹線的服務，於1993年降級為臨時列車，主要在星期六及假日行走。
此列車的名稱取自沿線的高爾夫球場的球道（Fairway），該列車的目標乘客都是前往高球場的人士。因此在「球道」的停車站中，停靠了可前往高球場的栗橋站，而宇都宮線的快速「兔子」、通勤快速、湘南新宿線（直通至橫須賀線）的快速則通過該站。

## 運行概況
「球道」設有1個往返班次，從新宿出發的時間是早上6時時段，從黑磯出發的時間是下午5時時段。
在165系時代，由於165系是直流電電動列車，而東北本線的直流電區間只到達黑磯站，因此「球道」只可到達黑磯站。後來隨著改用交直流電電動列車485系，「球道」可直通至交流電區間（黑磯站以北），在2003年起，主要在夏季觀光旺季和冬季滑雪季節，於特定日期的行駛區間會延長至郡山站與會津若松站。

### 停車站
| \| 路線名稱 \| ※1・2 \| ※1・2 \| ※1・2 \| ※1・2 \| 東北本線 \| 東北本線 \| 東北本線 \| 東北本線 \| 東北本線 \| 東北本線 \| 東北本線 \| 東北本線 \| 東北本線 \| 東北本線 \| 東北本線 \| 東北本線 \| 東北本線 \| 東北本線 \| 東北本線 \| 東北本線 \| 磐越西線 \| 磐越西線 \| 磐越西線 \| 磐越西線 \| \| 車站名稱 \| 新宿 \| 池袋 \| 赤羽 \| 大宮 \| 久喜 \| 栗橋 \| 古河 \| 小山 \| 宇都宮 \| 寶積寺 \| 氏家 \| 矢板 \| 西那須野 \| 那須鹽原 \| 黑磯 \| 黑田原 \| 新白河 \| 白河 \| 矢吹 \| 郡山 \| 磐梯熱海 \| 豬苗代 \| 磐梯町 \| 會津若松 \| \| 球道 \| ● \| ● \| ● \| ● \| ● \| ● \| ● \| ● \| ● \| ● \| ● \| ● \| ● \| ● \| ● \| ▲ \| ◆ \| ▲ \| ▲ \| ◆ \| ◆ \| ◆ \| ◆ \| ◆ \| |       |       |       |       |          |          |          |          |          |          |          |          |          |          |          |          |          |          |          |          |          |          |          |          |
| 圖例 - ●：停車站 - ◆：延長運輸時停車站 - ▲：延長運輸時季節停車站 - ※1：山手貨物線（新宿至田端信號場） - ※2：東北貨物線（田端信號場 - 大宮） |       |       |       |       |          |          |          |          |          |          |          |          |          |          |          |          |          |          |          |          |          |          |          |          |
| 路線名稱 | ※1・2 | ※1・2 | ※1・2 | ※1・2 | 東北本線 | 東北本線 | 東北本線 | 東北本線 | 東北本線 | 東北本線 | 東北本線 | 東北本線 | 東北本線 | 東北本線 | 東北本線 | 東北本線 | 東北本線 | 東北本線 | 東北本線 | 東北本線 | 磐越西線 | 磐越西線 | 磐越西線 | 磐越西線 |
| 車站名稱 | 新宿  | 池袋  | 赤羽  | 大宮  | 久喜     | 栗橋     | 古河     | 小山     | 宇都宮   | 寶積寺   | 氏家     | 矢板     | 西那須野 | 那須鹽原 | 黑磯     | 黑田原   | 新白河   | 白河     | 矢吹     | 郡山     | 磐梯熱海 | 豬苗代   | 磐梯町   | 會津若松 |
| 球道 | ●     | ●     | ●     | ●     | ●        | ●        | ●        | ●        | ●        | ●        | ●        | ●        | ●        | ●        | ●        | ▲        | ◆        | ▲        | ▲        | ◆        | ◆        | ◆        | ◆        | ◆        |

## 使用車輛

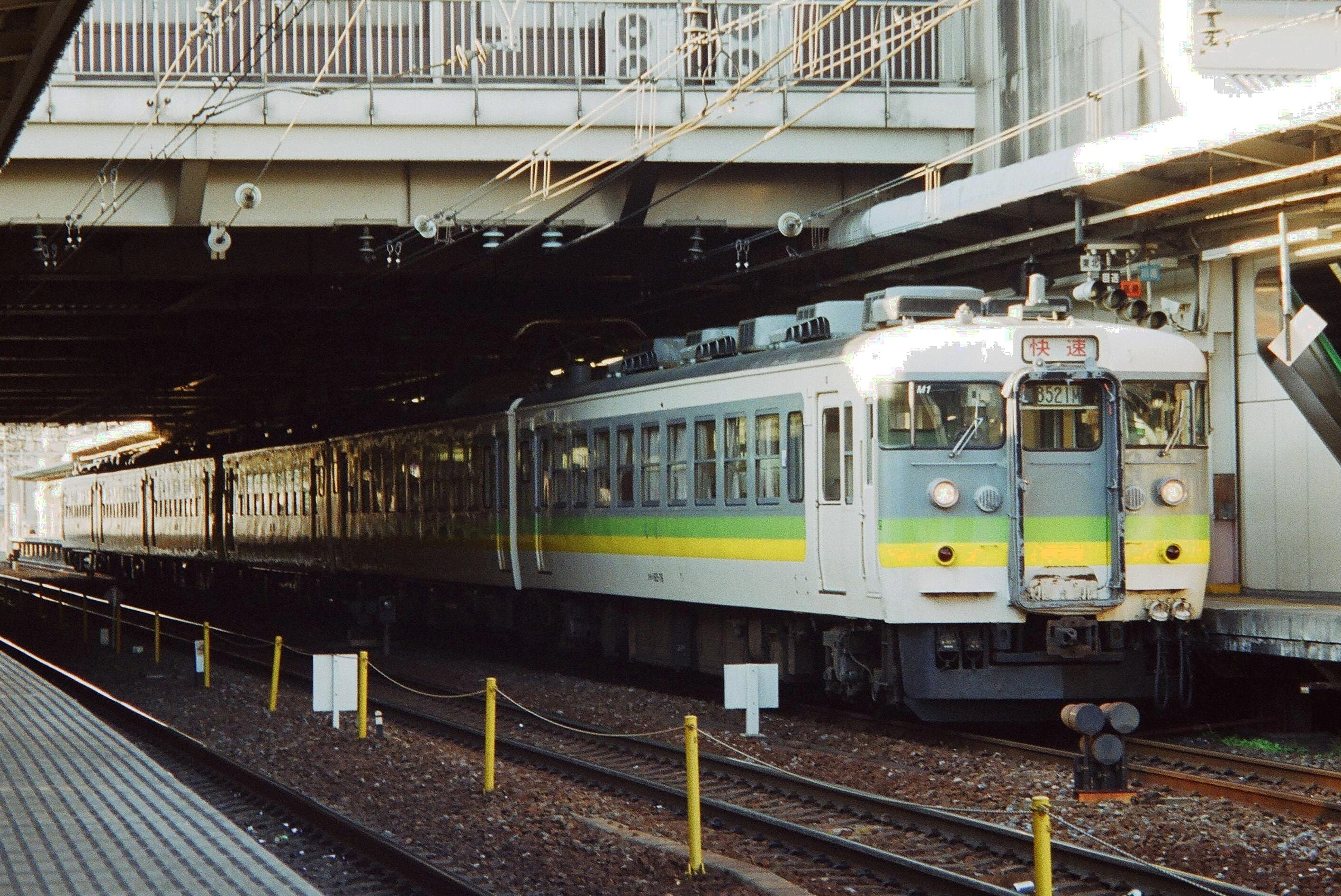
165系時代的「球道」
（1998年3月）

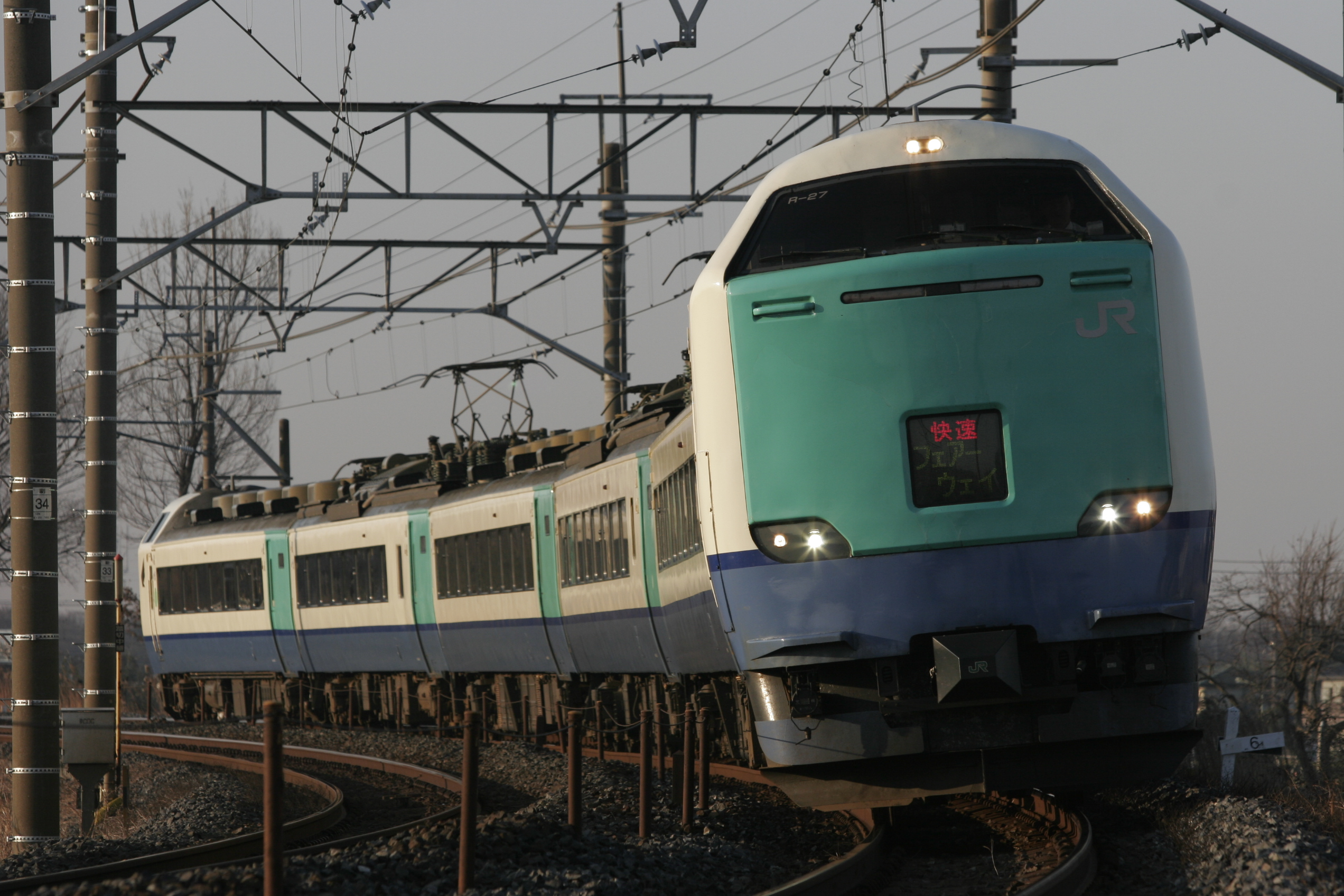
使用485系3000番台R27編成代行
（2007年2月）

在開始運行當初使用165系行走，本來該電動列車行走「月光越後」。隨後隨著「月光越後」改用485系，「球道」也一同改用該車輛。同時開始設有綠色車廂。
在485系時代，基本上會使用新潟車輛中心所屬的485系K1、K2編成（6卡編成：國鐵特急色）。但是也曾經使用配有ATS-P與車內暗燈設備的T18編成（國鐵特急色，2008年4月前為上沼垂色）與3000番台（翻新車）R26、R27編成代行「球道」。
在2007年3月18日起，所有車廂均禁煙。

## 歷史
- 1987年（昭和62年）：開設「球道」號列車，該列車是毎日行走的定期列車，當時行走於新宿站至黑磯站之間。
- 1993年（平成5年）：為了引導前往宇都宮方向的商務客使用東北新幹線，「球道」變為臨時列車，只於假日行走。
- 2003年（平成15年）4月6日：與「球道」共用車輛的「月光越後」從使用165系改為485系，使「球道」也改用485系。
  - 在秋季起，部分運輸日的行駛區間會延長至磐越西線會津若松站[3]。
- 2004年（平成16年）冬季：直至2005年2月前，「球道」會臨時改以「豬苗代・羽鳥湖滑雪」的列車名稱，延長運輸區間至會津若松站。
- 2007年（平成19年）3月18日：所有車輛為禁煙。
- 2009年（平成21年）11月29日：當日起最後一日行走「球道」。

## 注腳
1. ↑  《1988年3月号「青函トンネル開通時の時刻表」 時刻表復刻版》JTB出版 p.442
2. ↑  《JTB時刻表》日本交通公社 p.573
3. ↑  . RAIL FAN (鉄道友の会). 2004-01-01, 51 (1): 18 （日语）.